# Kanotsport vid olympiska sommarspelen 1960
Kanotsport vid olympiska sommarspelen 1960 paddlades på Albanosjön i Italien. 

## Medaljsummering

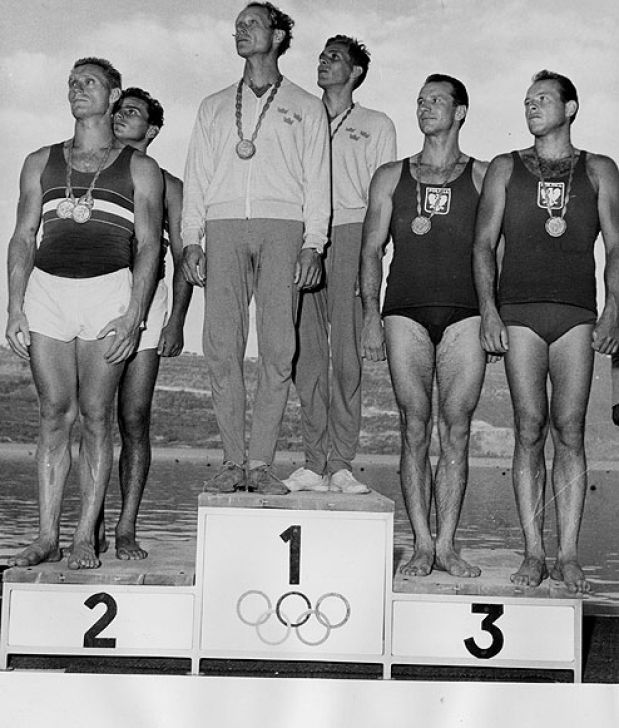
Medaljörerna i herrarnas K-2 1000 meter från sommar-OS 1960. Guld: Sverige med Gert Fredriksson och Sven-Olov Sjödelius. Silver: Ungern med András Szente och György Mészáros. Brons: Polen med Stefan Kapłaniak och Władysław Zieliński.

Herrar
| Event                       | Guld                                                                                | Silver                                                           | Brons                                                       |
| C-1 1000 meter Detaljer...  | János Parti Ungern                                                                  | Aleksandr Silajev Sovjetunionen                                  | Leon Rotman Rumänien                                        |
| C-2 1000 meter Detaljer...  | Sovjetunionen Leonid Geisjtor Sergei Makarenko                                      | Italien Aldo Dezi Francesco La Macchia                           | Ungern Imre Farkas András Törő                              |
| K-1 1000 meter Detaljer...  | Erik Hansen Danmark                                                                 | Imre Szöllösi Ungern                                             | Gert Fredriksson Sverige                                    |
| K-2 1000 meter Detaljer...> | Sverige Gert Fredriksson Sven-Olov Sjödelius                                        | Ungern András Szente György Mészáros                             | Polen Stefan Kapłaniak Władysław Zieliński                  |
| K-1 4x500 meter Detaljer... | Tysklands förenade lag Dieter Krause Günther Perleberg Paul Lange Friedhelm Wentzke | Ungern Imre Szöllösi Imre Kemeczei András Szente György Mészáros | Danmark Erik Hansen Helmuth Nyborg Arne Høyer Erling Jessen |

Damer
| Event                     | Guld                                           | Silver                                              | Brons                                    |
| K-1 500 meter Detaljer... | Antonina Seredina Sovjetunionen                | Therese Zenz Tysklands förenade lag                 | Daniela Walkowiak Polen                  |
| K-2 500 meter Detaljer... | Sovjetunionen Marija Sjubina Antonina Seredina | Tysklands förenade lag Therese Zenz Ingrid Hartmann | Ungern Klára Fried-Bánfalvi Vilma Egresi |

## Medaljtabell
| Pl. | Nation                 | Guld | Silver | Brons | Totalt |
| --- | ---------------------- | ---- | ------ | ----- | ------ |
| 1   | Sovjetunionen          | 3    | 1      | 0     | 4      |
| 2   | Ungern                 | 1    | 3      | 2     | 6      |
| 3   | Tysklands förenade lag | 1    | 2      | 0     | 3      |
| 4   | Danmark                | 1    | 0      | 1     | 2      |
| 4   | Sverige                | 1    | 0      | 1     | 2      |
| 6   | Italien                | 0    | 1      | 0     | 1      |
| 7   | Polen                  | 0    | 0      | 2     | 2      |
| 8   | Rumänien               | 0    | 0      | 1     | 1      |